# Erebia oeme
Erebia oeme е вид пеперуда от семейство Многоцветници (Nymphalidae). Видът не е застрашен от изчезване.

## Разпространение и местообитание
Разпространен е в Австрия, Албания, Андора, Босна и Херцеговина, България, Германия, Гърция, Испания, Италия, Лихтенщайн, Северна Македония, Словения, Сърбия, Франция, Хърватия, Черна гора и Швейцария.
Обитава гористи местности, пустинни области, планини, възвишения, склонове, ливади и храсталаци.

## Описание
Популацията на вида е намаляваща.